# The Carter
The Carter is een documentairefilm uit 2009 over Dwayne Michael Carter jr., beter bekend als Lil Wayne. De film is geregisseerd door Adam Bhala Lough. De film beslaat de periode voor en na het verschijnen van album Tha Carter III, en is opgenomen in 2007 en 2008. Carter probeerde later de publicatie van de film tegen te houden, nadat de film getoond was op het Sundance Film Festival 2009. Hij klaagde hiervoor de makers van de film aan. De film werd uiteindelijk toch uitgebracht, nadat een rechter de bezwaren van Carter had afgekeurd. De reden dat Carter bezwaar aantekende tegen de film, is waarschijnlijk omdat hij in de film als zware gebruiker van marijuana en hoestdrank als drugs werd getoond.
De film, die als indie-film uitgebracht is, werd positief ontvangen. The Huffington Post noemde de film een van de beste hip-hopfilms aller tijden. De film stond bovenaan de iTunes-hitlijsten in de week na de release.